# Plasa Aiud
Plasa Aiud (între 1918 și 1950) a fost o unitate administrativă sub-divizionară de ordin doi în cadrul județului Alba (interbelic). Reședință de plasă era orașul Aiud.

## Descriere
Plasa Aiud a funcționat între anii 1918-1950. Prin Legea nr. 5 din 6 septembrie 1950 au fost desființate județele și plășile din țară, pentru a fi înlocuite cu regiuni și raioane, unități administrative organizate după model sovietic.

## Date demografice
La recensământul din 1930 au fost înregistrați 26.940 locuitori, dintre care (din punct de vedere etnic) 19.900 români (73,9%), 6.445 maghiari (23,9%) ș.a.
Sub aspect confesional populația era alcătuită din 13.812 greco-catolici (51,3%), 6.542 ortodocși (24,3%), 4.390 reformați (16,3%) ș.a.

## Materiale documentare

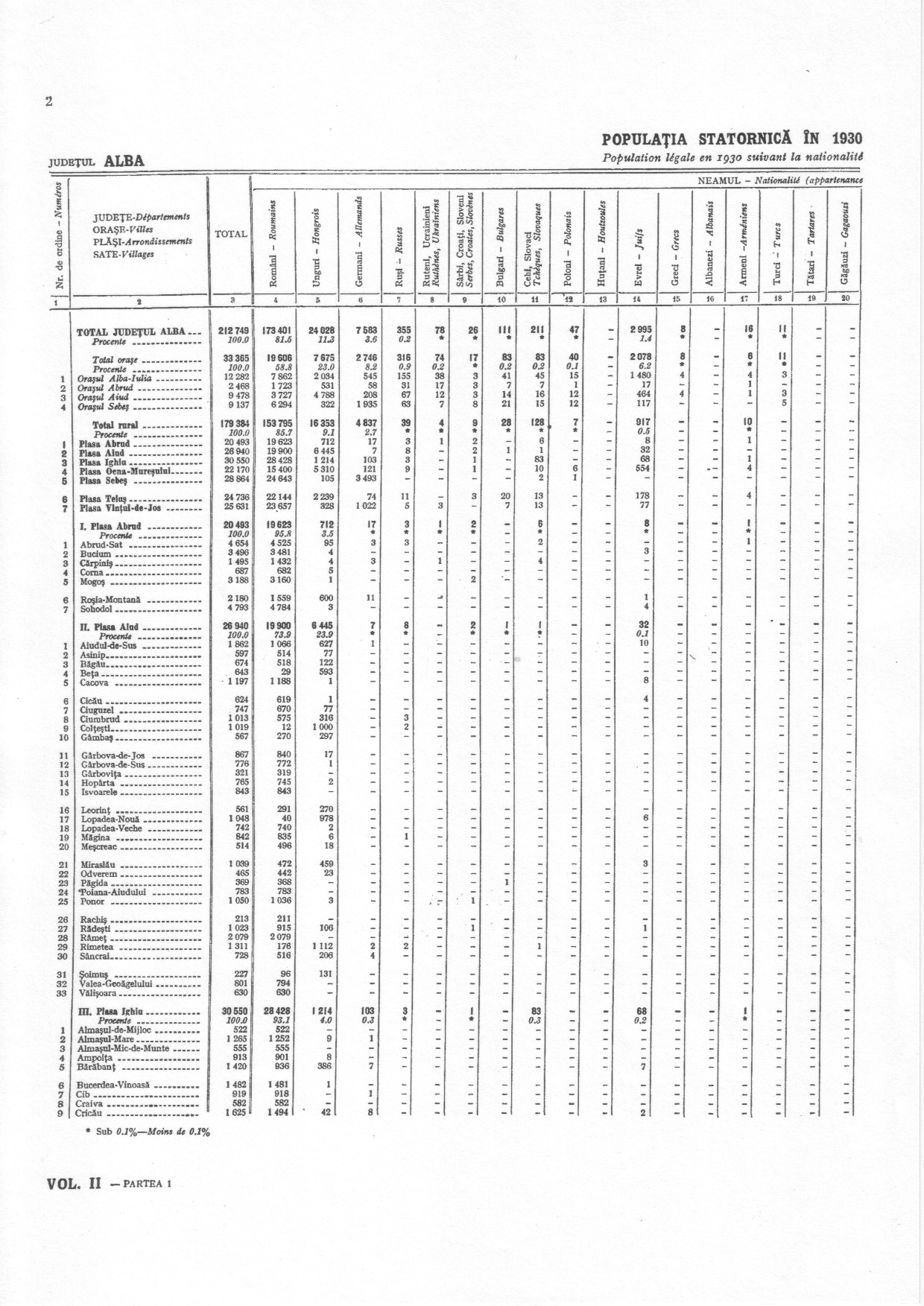
Datele aferente plășii Aiud la recensământul din 1930 (Etnii - partea I)
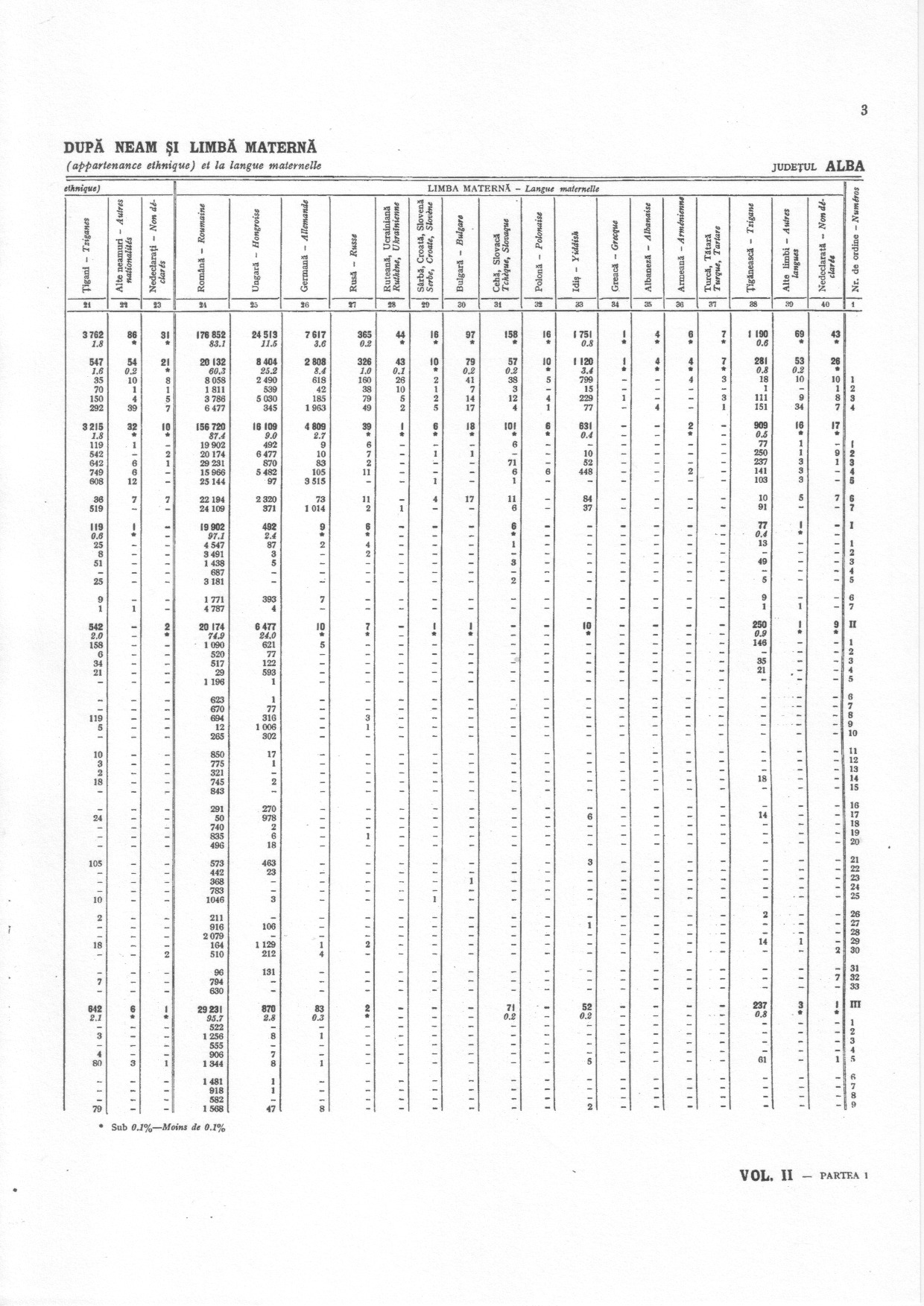
Datele aferente plășii Aiud la recensământul din 1930 (Etnii - partea a II-a)
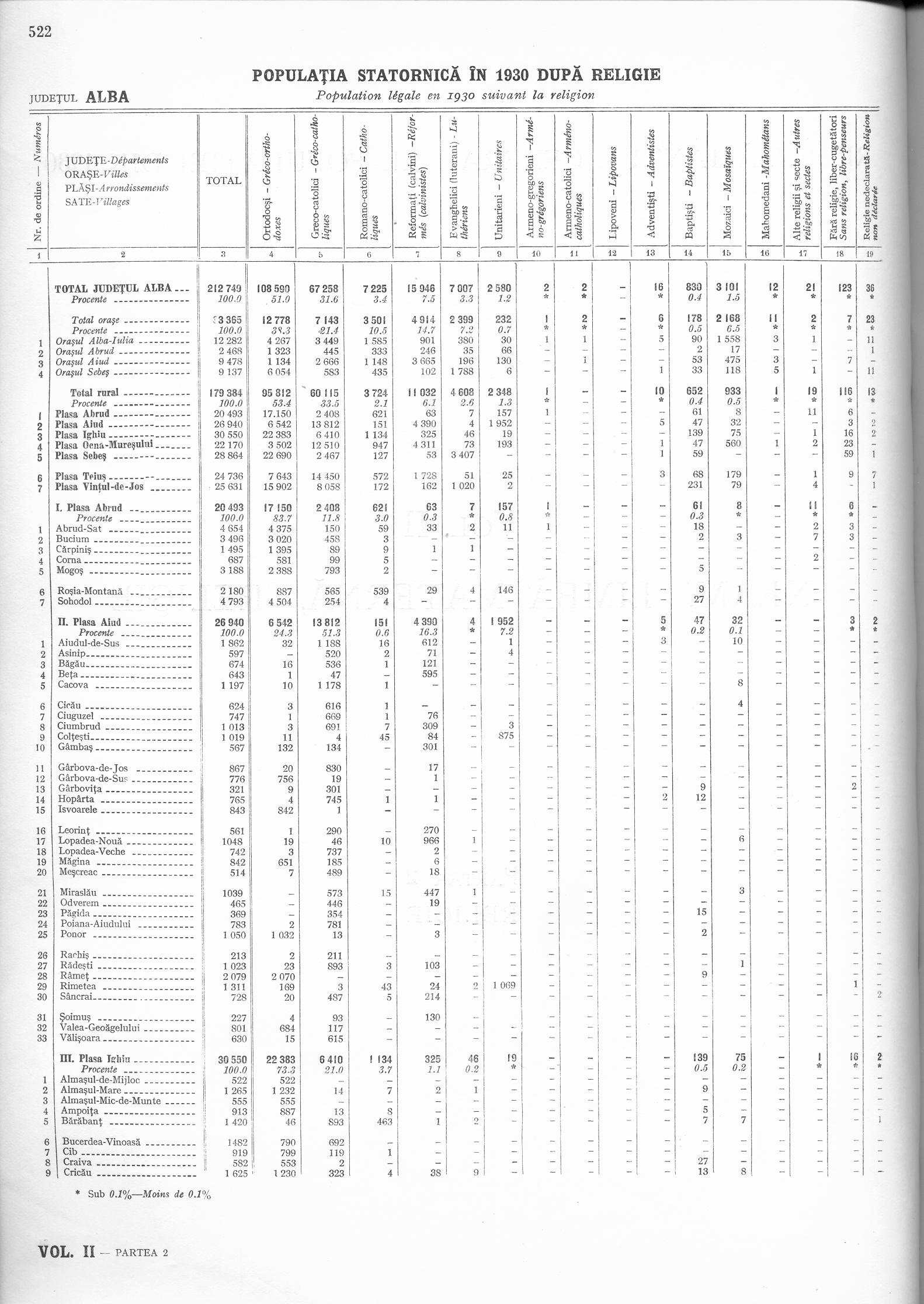
Datele aferente plășii Aiud la recensământul din 1930 (Confesiuni)